# پرچ‌کوه
پرچکوه، روستایی بکر و سرسبز از توابع بخش رحیم‌آباد شهرستان رودسر در استان گیلان ایران است.پرچکوه در بالای روستای کاکرود اشکور گیلان قرار دارد.

## جمعیت
این روستا در دهستان اشکور سفلی قرار دارد و براساس سرشماری مرکز آمار ایران در سال ۱۳۹۵، جمعیت آن ۸۱ نفر (۲۹خانوار) بوده‌است.